# Liste der Biografien/Duf
Liste der Biografien |
Portal Biografien |
Personensuche
# |
A |
B |
C |
D |
E |
F |
G |
H |
I |
J |
K |
L |
M |
N |
O |
P |
Q |
R |
S |
T |
U |
V |
W |
X |
Y |
Z |
?
 
Da |
Db |
Dc |
Dd |
De |
Dg |
Dh |
Di |
Dj |
Dk |
Dl |
Dm |
Dn |
Do |
Dq |
Dr |
Ds |
Du |
Dv |
Dw |
Dy |
Dz
 
Dua |
Dub |
Duc |
Dud |
Due |
Duf |
Dug |
Duh |
Dui |
Duj |
Duk |
Dul |
Dum |
Dun |
Duo |
Dup |
Duq |
Dur |
Dus |
Dut |
Duu |
Duv |
Duw |
Dux |
Duy |
Duz
Die Liste der Biografien führt alle Personen auf, die in der deutschsprachigen Wikipedia einen Artikel haben. Dieses ist eine Teilliste mit 242 Einträgen von Personen, deren Namen mit den Buchstaben „Duf“ beginnt.

## Duf

### Dufa
- Dufais, Otto von (1852–1926), preußischer Generalleutnant
- Dufais, Wilhelm von (1888–1963), deutscher SS-Brigadeführer und Generalmajor der Waffen-SS
- Dufallo, Richard (1933–2000), US-amerikanischer Klarinettist und Dirigent
- Dufau, André (1905–1990), französischer Sprinter
- Dufau, Clémentine-Hélène (1869–1937), französische Malerin
- Dufau, Pierre Armand (1795–1877), französischer Publizist und Volkswirt
- Dufault, François, französischer Lautenist und Komponist
- Dufault, Paul (1872–1930), kanadischer Sänger
- Dufault, Wilfrid J. (1907–2004), US-amerikanischer Priester und Generalprior der Assumptionisten
- Dufaure de Montmirail, René (1876–1917), französischer Sportler und Funktionär
- Dufaure, Jules (1798–1881), französischer Politiker
- Dufaux, Armand (1883–1941), französisch-schweizerischer Flugpionier, Erfinder und Konstrukteur
- Dufaux, Frédéric Guillaume (1820–1872), Schweizer Bildhauer
- Dufaux, Guy (* 1943), kanadischer Kameramann
- Dufaux, Henri (1879–1980), französisch-schweizerischer Luftfahrtpionier, Erfinder, Maler und Politiker
- Dufaux, Jean (* 1949), belgischer Comic-Autor
- Dufaux, Laurent (* 1969), Schweizer RadrennfahrerLaurent Dufaux (* 1969)

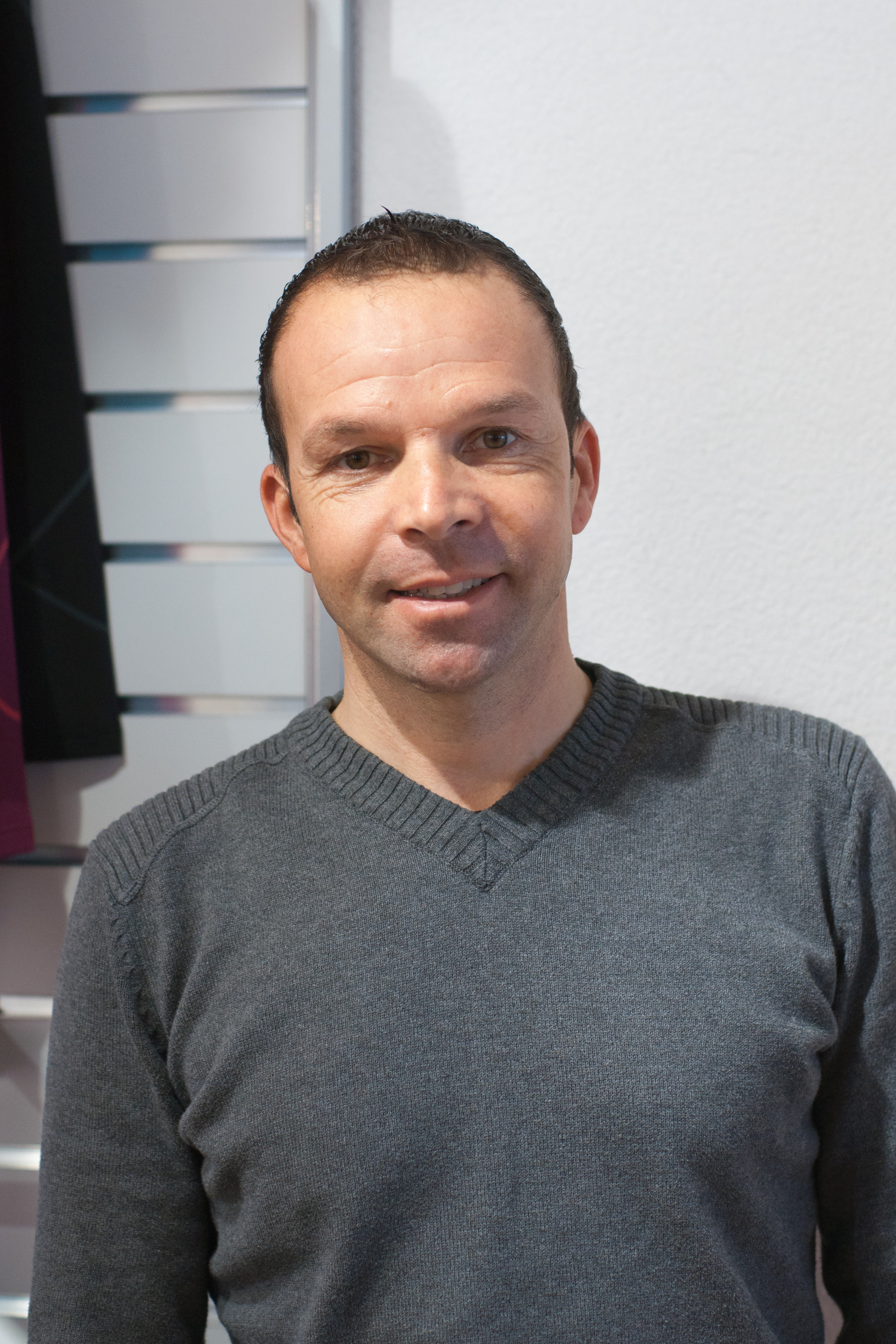
Laurent Dufaux (* 1969)

- Dufaux, Louis (1931–2011), französischer Bischof von Grenoble
- Dufay, François (1963–2009), französischer Journalist und Schriftsteller
- Dufay, Guillaume († 1474), franko-flämischer Komponist, Sänger und Musiktheoretiker
- Dufay, Marie-Guite (* 1949), französische Politikerin (Parti socialiste)

### Dufe
- Dufeïte, Gérard (* 1880), französischer Turner
- Dufek, Adalbert (1902–1960), österreichischer Chemiker, Branddirektor und Kommandant der Feuerwehr der Stadt Wien
- Dufek, George J. (1903–1977), US-amerikanischer Konteradmiral und Polarforscher
- Dufek, Jiří (* 1963), tschechischer Badmintonspieler und -funktionär
- Dufer, Grégory (* 1981), belgischer Fußballspieler
- Dufernex, Benjamin (1834–1885), Schweizer Jurist und Politiker

### Duff
- Duff Gordon, Lucy Christiana (1863–1935), britische Modeschöpferin und Designerin
- Duff, Alan (* 1950), neuseeländischer Schriftsteller
- Duff, Alexander, 1. Duke of Fife (1849–1912), schottischer Adeliger und Politiker, Mitglied des House of Commons
- Duff, Alexandra, 2. Duchess of Fife (1891–1959), Mitglied der britischen königlichen Familie
- Duff, Alison (1914–2000), neuseeländische Bildhauerin, Keramikerin und Kunstpädagogin
- Duff, Amanda (1914–2006), US-amerikanische Schauspielerin
- Duff, Andrew (* 1950), britischer Politiker (Lib Dems), MdEP
- Duff, Anne-Marie (* 1970), britische SchauspielerinAnne-Marie Duff (* 1970)

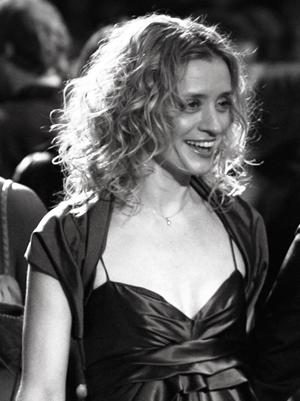
Anne-Marie Duff (* 1970)

- Duff, Arlie (1924–1996), US-amerikanischer Country-Musiker
- Duff, Arthur Antony (1920–2000), britischer Botschafter
- Duff, Beauchamp (1855–1918), britischer General, Oberbefehlshaber in Indien
- Duff, Charles (1894–1966), irischer Journalist und Schriftsteller
- Duff, Cloyd (1915–2000), US-amerikanischer Paukist
- Duff, Damien (* 1979), irischer Fußballspieler und -trainer
- Duff, Denice (* 1965), US-amerikanische Schauspielerin und Synchronsprecherin
- Duff, Dick (* 1936), kanadischer Eishockeyspieler und -trainer
- Duff, Edwin (1928–2012), australischer Pop- und Jazzsänger
- Duff, Evelyn Mountstuart Grant (1863–1926), britischer Botschafter
- Duff, Frank (1889–1980), irischer Laie, Gründer der Legio Mariae (Legion of Mary)
- Duff, George (1926–2001), kanadischer Mathematiker
- Duff, Haylie (* 1985), US-amerikanische Schauspielerin und Popsängerin
- Duff, Hilary (* 1987), US-amerikanische Sängerin, Schauspielerin, Autorin und UnternehmerinHilary Duff (* 1987)

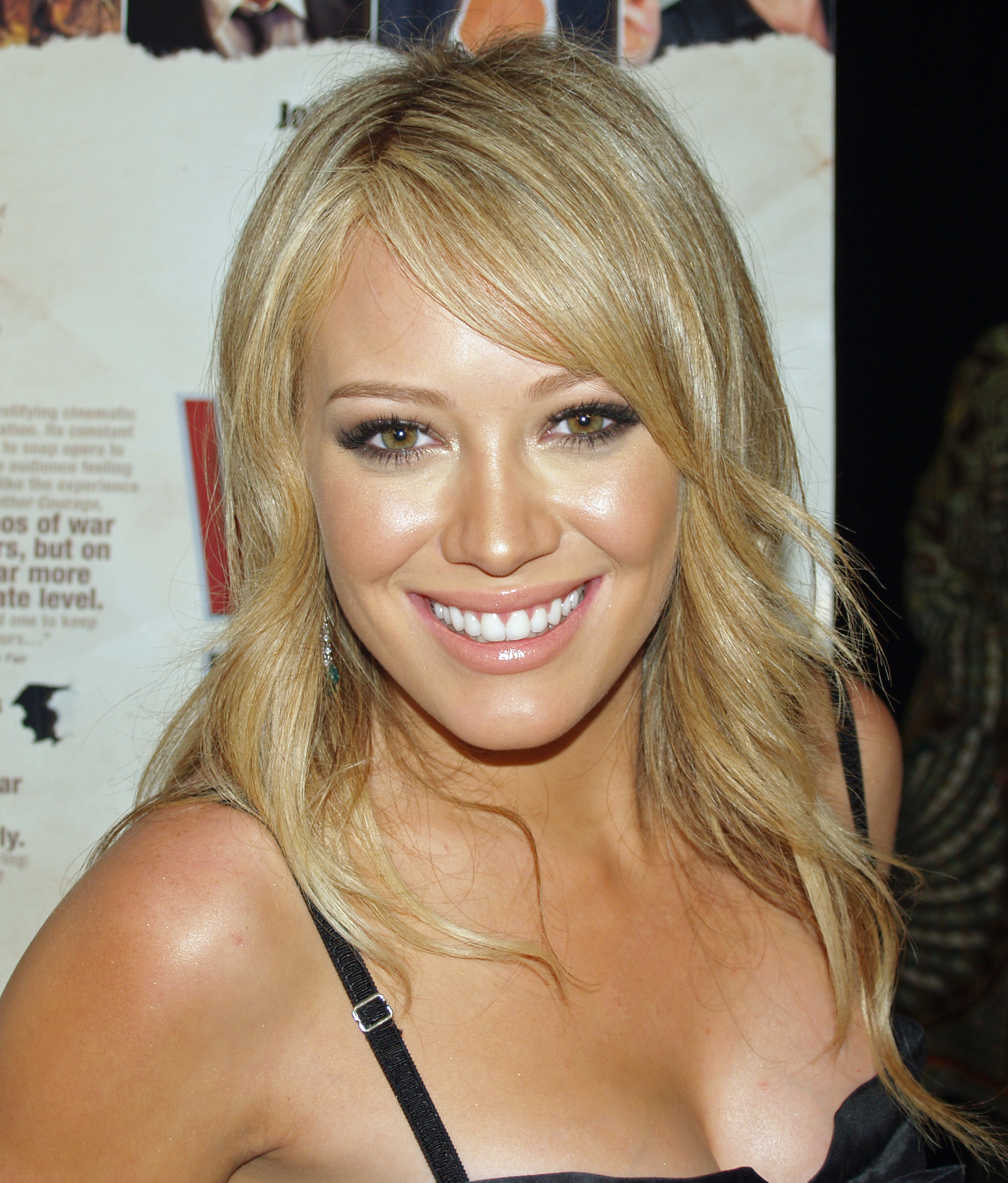
Hilary Duff (* 1987)

- Duff, Howard (1913–1990), US-amerikanischer Schauspieler
- Duff, Jamal (* 1972), US-amerikanischer Schauspieler und ehemaliger Footballspieler
- Duff, James H. (1883–1969), US-amerikanischer Politiker
- Duff, Jason (* 1972), australischer Hockeyspieler
- Duff, John (1895–1958), kanadischer Autorennfahrer
- Duff, John Wight (1866–1944), schottischer Klassischer Philologe
- Duff, Lyman Poore (1865–1955), kanadischer Richter, Vorsitzender des Obersten Gerichtshofes
- Duff, Maud, Countess of Southesk (1893–1945), Mitglied der britischen königlichen Familie
- Duff, Michael (* 1949), britischer Physiker
- Duff, Michael (* 1978), nordirischer Fußballspieler und -trainer
- Duff, Mickey (1929–2014), polnisch-britischer Boxpromoter
- Duff, Neil (* 1972), nordirischer Dartspieler
- Duff, Roger (1912–1978), neuseeländischer Ethnologe und Museumsdirektor
- Duff, Tom (* 1952), kanadischer Programmierer
- Duff, Warren (1904–1973), US-amerikanischer Theaterproduzent, Drehbuchautor und Filmproduzent
- Duff-Gordon, Cosmo (1862–1931), britischer Sportfechter und Großgrundbesitzer
- Duff-Gordon, Lucie (1821–1869), Autorin
- Duffard, Matías (* 1989), uruguayischer Fußballspieler
- Duffé, Bruno Marie (* 1951), französischer römisch-katholischer Geistlicher, ehemaliger Sekretär des Dikasteriums für die ganzheitliche Entwicklung des Menschen
- Duffe, Helmut (1948–2016), deutscher Komponist und Chorleiter
- Duffee, Todd (* 1985), US-amerikanischer MMA-Kämpfer
- Duffek, Patty (* 1963), US-amerikanische Schauspielerin und Playmate
- Düffel, John von (* 1966), deutscher Dramaturg und SchriftstellerJohn von Düffel (* 1966)

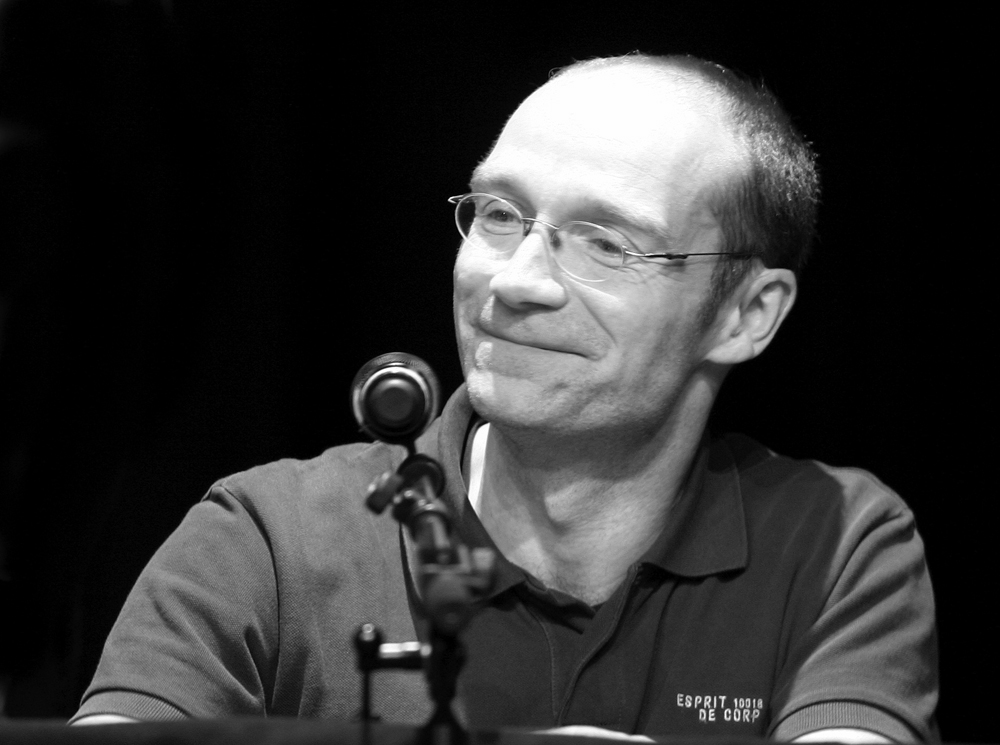
John von Düffel (* 1966)

- Düffels, Sascha (* 1976), deutscher Graffiti-Writing-Künstler
- Düffer, Johann Friedrich Christian (1775–1831), deutscher Mediziner und Hochschullehrer
- Duffer, Matt (* 1984), US-amerikanischer Regisseur und Drehbuchautor
- Duffer, Ross (* 1984), US-amerikanischer Regisseur und Drehbuchautor
- Düffert, Thomas (* 1967), deutscher Medienmanager
- Duffey, Arthur (1879–1955), US-amerikanischer Sprinter
- Duffey, Doug (* 1950), US-amerikanischer Musiker
- Duffey, Warren J. (1886–1936), US-amerikanischer Politiker
- Duffie, Darrell (* 1954), kanadischer Ökonom
- Duffield, Brian (* 1985), US-amerikanischer Drehbuchautor, Filmregisseur und Filmproduzent
- Duffield, Burkely (* 1992), kanadischer Schauspieler
- Duffield, Linda Joy (* 1953), britische Botschafterin
- Duffield, Victoria (* 1995), kanadische Sängerin, Schauspielerin und Tänzerin
- Duffin, Richard (1909–1996), US-amerikanischer Physiker
- Duffin, Shay (1931–2010), US-amerikanischer Schauspieler
- Duffing, Georg (1861–1944), deutscher Ingenieur und Erfinder
- Düffke, Karl (1816–1880), deutscher Opernsänger (Bass) und Theaterschauspieler
- Duffke, Karl-Heinz (* 1929), deutscher Fußballspieler und -trainer
- Duffke, Rudi, deutscher Skispringer
- Duffner, Christof (* 1971), deutscher Skispringer
- Duffner, Georg (* 1954), deutscher Volkswirt
- Duffner, Hans (1908–1945), deutscher Schriftsteller und SD-Agent
- Duffner, Heinz (1926–1984), deutscher Politiker (SPD), MdL
- Duffner, Josef (1868–1935), deutscher Gutsbesitzer und Politiker, MdR, Landtagspräsident
- Duffner, Tobias (* 1983), deutscher Fußballtorhüter
- Duffner, Wolfgang (* 1937), deutscher Schriftsteller
- Duffour, Gaston (1875–1953), französischer Offizier, Generalmajor
- Duffrer, Günter (1922–2011), deutscher römisch-katholischer Theologe, Dompräbendat und Professor für Pastoralliturgie
- Duffuler, Georges (1925–2007), französischer Fußballspieler
- Duffy (* 1984), britische Soul-Pop-Sängerin, Songwriterin und SchauspielerinDuffy (* 1984)

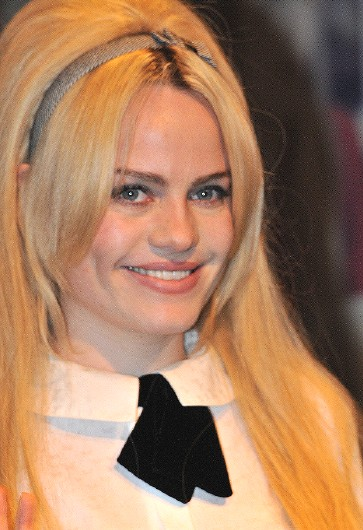
Duffy (* 1984)

- Duffy, Adam (* 1989), englischer Snookerspieler
- Duffy, Al (1906–2006), US-amerikanischer Jazzgeiger
- Duffy, Billy (* 1961), britischer Rockgitarrist
- Duffy, Brian (* 1953), US-amerikanischer Astronaut
- Duffy, Carol Ann (* 1955), schottische Lyrikerin und Dramatikerin
- Duffy, Charles Gavan (1816–1903), irischer Nationalist und australischer Kolonialpolitiker
- Duffy, Christopher (1936–2022), britischer Historiker
- Duffy, Colin (* 1967), nordirisisches IRA-Mitglied und Dissident
- Duffy, Colin (* 2003), US-amerikanischer Sportkletterer
- Duffy, Dorothy, nordirische Schauspielerin
- Duffy, Eamon (* 1947), irischer Kirchenhistoriker
- Duffy, Eddie (* 1969), schottischer Bassist
- Duffy, F. Ryan (1888–1979), US-amerikanischer Jurist und Politiker (Demokratische Partei)
- Duffy, Flora (* 1987), bermudische TriathletinFlora Duffy (* 1987)

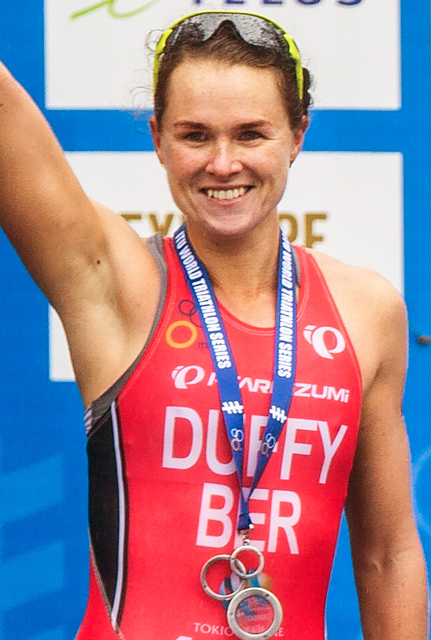
Flora Duffy (* 1987)

- Duffy, Francis (* 1958), irischer Geistlicher, römisch-katholischer Erzbischof von Tuam
- Duffy, Francis Clyde (1890–1977), US-amerikanischer Politiker
- Duffy, Francis Noel (* 1971), irischer Politiker und Architekt
- Duffy, George Gavan (1882–1951), irischer Politiker, Minister
- Duffy, Gerald (1896–1928), US-amerikanischer Journalist, Autor und Drehbuchautor
- Duffy, Herbert S. (1900–1956), US-amerikanischer Jurist und Politiker (Demokratische Partei)
- Duffy, Hugh (1866–1954), US-amerikanischer Baseballspieler und -manager
- Duffy, James (1890–1915), kanadischer Leichtathlet
- Duffy, James Albert (1873–1968), US-amerikanischer Geistlicher, Bischof von Grand Island
- Duffy, James P. B. (1878–1969), US-amerikanischer Politiker
- Duffy, Jo (* 1954), US-amerikanische Comicautorin und Redakteurin
- Duffy, John Aloysius (1884–1944), US-amerikanischer Geistlicher, Bischof von Buffalo
- Duffy, John M. (* 1943), irischer Byzantinist
- Duffy, Joseph (* 1934), irischer Geistlicher, emeritierter Bischof von Clogher
- Duffy, Julia (* 1951), US-amerikanische Schauspielerin
- Duffy, Keith (* 1974), irischer Sänger und SchauspielerKeith Duffy (* 1974)

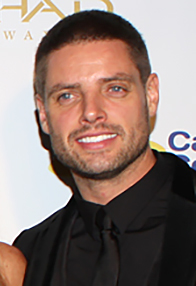
Keith Duffy (* 1974)

- Duffy, Kevin (1933–2020), US-amerikanischer Jurist
- Duffy, Lawrence (* 1951), irischer Geistlicher und römisch-katholischer Bischof von Clogher
- Duffy, Marlene (* 1979), US-amerikanische Fußballschiedsrichterassistentin
- Duffy, Martin (* 1952), irischer Filmregisseur, Drehbuchautor, Filmeditor und Schriftsteller
- Duffy, Martin (1967–2022), britischer Musiker
- Duffy, Michael (* 1994), nordirischer Fußballspieler
- Duffy, Paddy (1864–1890), US-amerikanischer Boxer
- Duffy, Patrick (* 1949), US-amerikanischer FernsehschauspielerPatrick Duffy (* 1949)

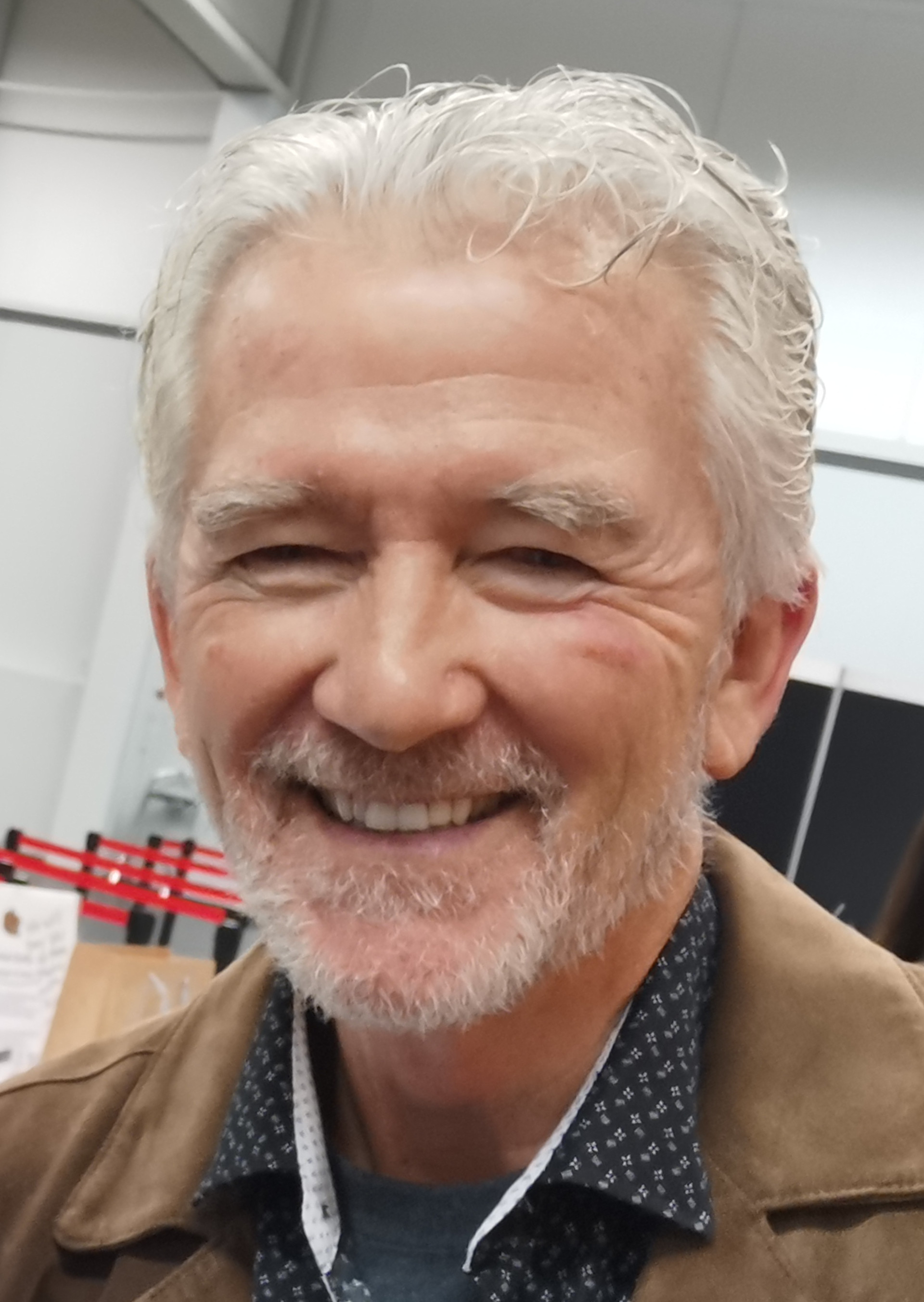
Patrick Duffy (* 1949)

- Duffy, Patrick (* 1991), kanadischer Shorttracker
- Duffy, Paul Francis (1932–2011), US-amerikanischer Ordensgeistlicher, römisch-katholischer Bischof von Mongu
- Duffy, Richard (* 1985), walisischer Fußballspieler
- Duffy, Robert (* 1954), US-amerikanischer Politiker
- Duffy, Sean (* 1971), amerikanischer Politiker (Republikanische Partei)
- Duffy, Shane (* 1992), irischer Fußballspieler
- Duffy, Stella (* 1963), britische Schriftstellerin
- Duffy, Stephen (* 1960), englischer Synthiepopmusiker und Songwriter
- Duffy, Thomas F. (* 1955), US-amerikanischer Schauspieler
- Duffy, Troy (* 1971), US-amerikanischer Regisseur, Schauspieler und Musiker
- Duffy, Wallace (* 1999), schottischer Fußballspieler

### Dufh
- Dufhues, Josef Hermann (1908–1971), deutscher Politiker (CDU)

### Dufi
- Dufieux, Julien (1873–1959), französischer Offizier, General
- Dufilho, Jacques (1914–2005), französischer Schauspieler

### Dufk
- Dufková, Jana (* 1979), tschechische Biathletin

### Dufl
- Duflo, Esther (* 1972), französische ÖkonominEsther Duflo (* 1972)

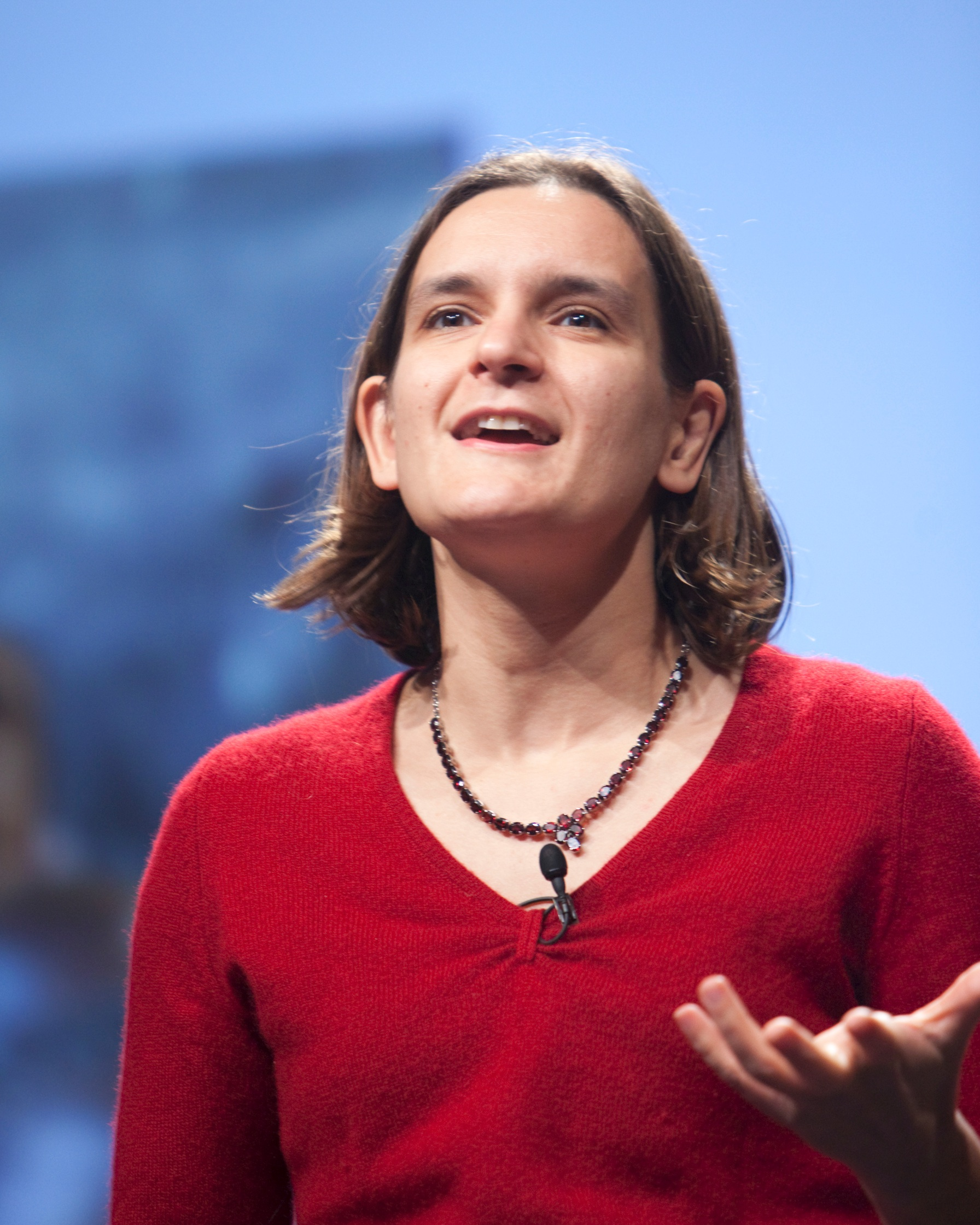
Esther Duflo (* 1972)

- Duflo, Michel (* 1943), französischer Mathematiker
- Duflos, Adolph Ferdinand (1802–1889), Universitätsapotheker
- Duflos, Huguette (1887–1982), französische Bühnen- und Filmschauspielerin
- Duflot, Cécile (* 1975), französische Politikerin (EELV)

### Dufn
- Dufner, Dirk (* 1968), deutscher Fußball-Funktionär
- Dufner, Jason (* 1977), US-amerikanischer Golfer
- Dufner, Marco, deutscher Jazzmusiker (Schlagzeug)
- Dufner, Mauro (* 1995), Schweizer Eishockeyspieler
- Dufner, Wolfram (* 1926), deutscher Diplomat und Schriftsteller

### Dufo
- Dufoix, Georgina (* 1942), französische Politikerin
- Dufort, Giambattista, französischer Tänzer, Tanzmeister und Choreograf
- Dufossé, Bernard (1936–2016), französischer Comiczeichner
- Dufour von Féronce, Albert (1868–1945), deutscher Diplomat
- Dufour, Alfred (* 1938), Schweizer Rechtswissenschaftler
- Dufour, Alma (* 1990), französische Umweltschützerin und Politikerin
- Dufour, Antoine (* 1979), französisch-kanadischer Gitarrist und Komponist
- Dufour, Bernard (1922–2016), französischer Maler
- Dufour, Catherine (* 1966), französische Schriftstellerin, Informatikerin und Journalistin
- Dufour, Charles Henry (* 1940), jamaikanischer Geistlicher, emeritierter römisch-katholischer Erzbischof von Kingston in Jamaika
- Dufour, Christophe (* 1947), französischer Geistlicher, emeritierter römisch-katholischer Erzbischof von Aix
- Dufour, Denis (* 1953), französischer Komponist
- Dufour, Didier (* 1952), französischer Fußballspieler
- Dufour, Elyse (* 1992), US-amerikanische Schauspielerin
- Dufour, Frédéric (* 1976), französischer Ruderer
- Dufour, Guillaume Henri (1787–1875), Schweizer Humanist, General, Politiker und Mitbegründer des Internationalen Komitees vom Roten KreuzGuillaume Henri Dufour (1787–1875)

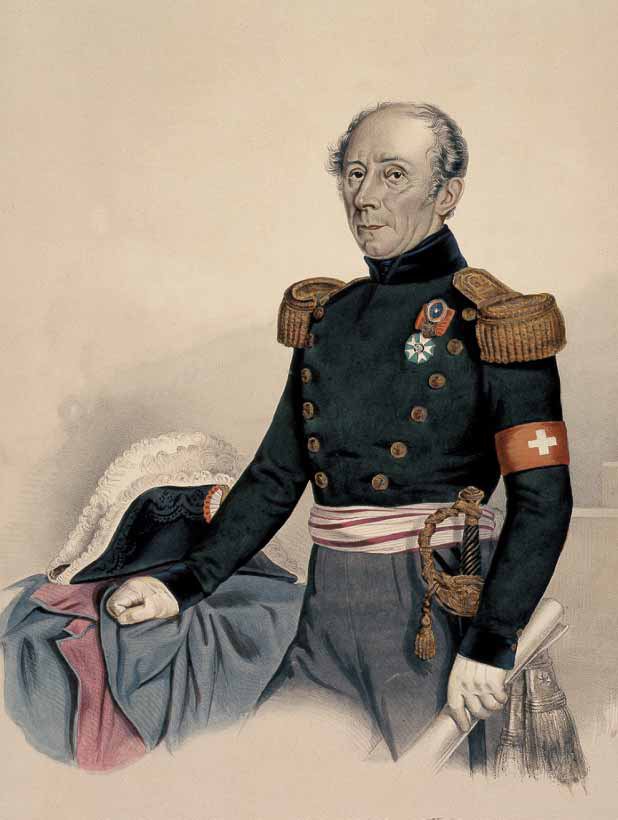
Guillaume Henri Dufour (1787–1875)

- Dufour, Jean (1860–1903), Schweizer Naturwissenschaftler und Professor an der Universität Lausanne
- Dufour, Jean-Etienne (1840–1893), Schweizer Unternehmer und Politiker
- Dufour, Jean-Marie (* 1949), kanadischer Wirtschaftswissenschaftler
- Dufour, Jérémie (* 1975), französischer Autorennfahrer
- Dufour, Léon (1780–1865), französischer Arzt und Naturforscher
- Dufour, Louis (1901–1982), Schweizer Eishockeyspieler
- Dufour, Marc (1843–1910), Schweizer Mediziner und Politiker
- Dufour, Marie-Jeanne (* 1955), Schweizer Dirigentin
- Dufour, Philippe (* 1948), Schweizer Uhrmacher
- Dufour, Sylvain (* 1982), französischer Snowboarder
- Dufour, Sylvie (* 1979), Schweizer Siebenkämpferin
- Dufour, Thomas (* 1973), französischer Curler
- Dufour-Féronce, Albert (1798–1861), deutscher Kaufmann und Bankier
- Dufour-Lapointe, Chloé (* 1991), kanadische Freestyle-Skisportlerin
- Dufour-Lapointe, Justine (* 1994), kanadische Freestyle-Skisportlerin
- Dufour-Lapointe, Maxime (* 1989), kanadische Freestyle-Skisportlerin
- Dufourcet, Marie-Bernadette (* 1956), französische Organistin und Musikwissenschaftlerin
- Dufourcq, Bertrand (1933–2019), französischer Diplomat
- Dufourcq, Norbert (1904–1990), französischer Musikhistoriker und Organist
- Dufourd, Benoît-Gilles (* 1984), französischer Skilangläufer
- Dufourmantelle, Anne (1964–2017), französische Psychoanalytikerin, Philosophin und Autorin
- Dufournet, Jean (1933–2012), französischer Romanist und Mediävist
- Dufourt, Hugues (* 1943), französischer Komponist

### Dufr
- Dufraisse, André (1926–2021), französischer Radsportler
- Dufraisse, Roger (1922–2000), französischer Historiker
- Dufrane, Abel (1880–1960), belgischer Entomologe mit dem Spezialgebiet Schmetterlinge
- Dufrasne, Jonathan (* 1987), belgischer Radrennfahrer
- Dufréne, Albert (* 1946), französischer Autorennfahrer und Unternehmer
- Dufrêne, François (1930–1982), französischer Künstler des Nouveau Réalisme
- Dufrénoy, Adélaïde-Gillette (1765–1825), französische Dichterin
- Dufrénoy, Armand (1792–1857), französischer Geologe, Mineraloge und Hochschullehrer
- Dufrénoy, Georges (1870–1943), französischer Maler
- Dufresne, Charles (1876–1938), französischer Maler des Kubismus
- Dufresne, Jean (1829–1893), deutscher Schachmeister und -autor
- Dufresne, Josephte (1929–1995), kanadische Pianistin und Musikpädagogin
- Dufresne, Laurent (* 1972), französischer Fußballspieler
- Dufresne, Sylvain (* 1978), kanadischer Eishockeyspieler
- Dufresnes, Christophe (* 1985), französischer Herpetologe
- Dufresnoy, Charles Alphonse (1611–1668), französischer Maler
- Dufresny, Charles (1657–1724), französischer Journalist und Schriftsteller
- Dufromont, Jérôme (1913–1986), belgischer Radrennfahrer

### Dufs
- Dufseth, Olaf (1917–2009), norwegischer Skisportler

### Duft
- Duft, Emil (1895–1978), Schweizer Politiker (CSP)
- Duft, Hermann (1938–1969), deutscher Serienmörder
- Duft, Johannes (1883–1957), Schweizer Politiker (CVP) und Rechtsanwalt
- Duft, Johannes (1915–2003), Schweizer Stiftsbibliothekar in der Stiftsbibliothek St. Gallen
- Duft, Marcel (* 1981), deutscher American-Football-Spieler
- Dufter, Andreas (* 1970), deutscher Romanist
- Dufter, Franz (* 1962), deutscher Automobilrennfahrer
- Dufter, Joel (* 1995), deutscher Eisschnellläufer
- Dufter, Korbinian (* 1988), deutscher Filmproduzent, Regisseur und Drehbuchautor
- Dufter, Otto (1934–2019), deutscher Funktionär der Trachtenbewegung in Bayern
- Dufter, Paula (* 1950), deutsche Eisschnellläuferin
- Dufter, Roxanne (* 1992), deutsche Eisschnellläuferin
- Dufter, Thomas (* 1966), deutscher Nordischer Kombinierer
- Duftschmid, Caspar Erasmus (1767–1821), österreichischer Arzt und Naturforscher
- Duftschmid, Lorenz (* 1964), österreichischer Gambist und Dirigent
- Dufty, Alec (* 1987), US-amerikanischer Fußballtorwart

### Dufv
- Dufvenius, Julia (* 1975), schwedische Schauspielerin

### Dufy
- Dufy, Jean (1888–1964), französischer Maler
- Dufy, Raoul (1877–1953), französischer MalerRaoul Dufy (1877–1953)

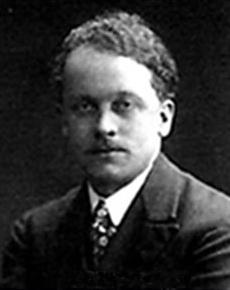
Raoul Dufy (1877–1953)